# 巻幡多栄子
巻幡 多栄子（まきはた たえこ、1980年2月9日 - ）は、日本棋院東京本院所属の囲碁の女流棋士。東京都出身。五段。

## 経歴・人物
菊池康郎の主催する緑星囲碁学園に学ぶ。1997年、入段試験を突破し、プロ棋士としてデビュー。1998年、出産休養。2006年には新人王戦本戦入りを果たしている。
一方ではNHK杯テレビ囲碁トーナメント（NHK教育）の棋譜読み上げ（2006年4月 - 2009年3月）や、囲碁・将棋チャンネル（CS放送）など、テレビへの出演も多く、2010年4月からの『囲碁将棋ジャーナル』（NHK衛星第2テレビジョン）でも囲碁側の聞き手を担当した。
2017年には第4回女流立葵杯で本戦準決勝まで進出した。
2022年11月5日付で引退。
囲碁棋士の三村智保は元夫。日本棋院東京本院の院生となった息子と、こども棋聖戦で3位入賞した息子がいる。

## 棋歴
- 2005年 通算100勝
- 2009年 女流本因坊戦本戦入り
- 2017年 女流立葵杯ベスト4

### 昇段履歴
- 1997年 入段
- 2001年 二段
- 2005年 三段
- 2014年1月31日 四段（勝星棋戦50勝）[6]
- 2022年 五段（引退による）